# Discografie van Nicole (Duitse zangeres)
Deze discografie is een overzicht van het muzikale werk van de Duitse schlagerzangeres Nicole. Haar meest succesvolle publicatie is de single Ein bißchen Frieden met meer dan vijf miljoen verkochte exemplaren.

## Albums

### Studioalbums
| Jaar | Titel                                                               | Hitlijstklassering | Hitlijstklassering | Hitlijstklassering | Hitlijstklassering | Opmerkingen                                        |
| Jaar | Titel                                                               | DE                 | AT                 | CH                 | UK                 | Opmerkingen                                        |
| ---- | ------------------------------------------------------------------- | ------------------ | ------------------ | ------------------ | ------------------ | -------------------------------------------------- |
| 1981 | Flieg nicht so hoch, mein kleiner Freund                            | —                  | —                  | —                  | —                  | Eerste publicatie: 1981                            |
| 1982 | Ein bißchen Frieden ook bekend als: A Little Peace (Engelse versie) | 1 (20 weken)       | 1 (5 maanden)      | —                  | 85 (2 weken)       | Eerste publicatie: 17 juni 1982 Verkoop: + 250.000 |
| 1983 | So viele Lieder sind in mir                                         | 22 (13 weken)      | 16 (1 maand)       | 20 (1 weken)       | —                  | Eerste publicatie: 10 oktober 1983                 |
| 1985 | Gesichter der Liebe                                                 | —                  | —                  | —                  | —                  | Eerste publicatie: 1985                            |
| 1986 | Laß mich nicht allein                                               | —                  | —                  | —                  | —                  | Eerste publicatie: 1986                            |
| 1987 | Moderne Piraten                                                     | —                  | —                  | —                  | —                  | Eerste publicatie: 1987                            |
| 1988 | So wie du                                                           | —                  | —                  | —                  | —                  | Eerste publicatie: 1988                            |
| 1990 | Für immer…für ewig…                                                 | —                  | —                  | —                  | —                  | Eerste publicatie: 1990                            |
| 1991 | Und ich denke schon wieder nur an dich                              | —                  | —                  | —                  | —                  | Eerste publicatie: 2 september 1991                |
| 1992 | Wenn schon…denn schon                                               | 59 (9 weken)       | —                  | —                  | —                  | Eerste publicatie: 9 november 1992                 |
| 1993 | Mehr als nur zusammen schlafen gehn                                 | 82 (5 weken)       | —                  | —                  | —                  | Eerste publicatie: 4 oktober 1993                  |
| 1994 | Und außerdem …                                                      | —                  | —                  | —                  | —                  | Eerste publicatie: 24 oktober 1994                 |
| 1996 | Pur                                                                 | 31 (14 weken)      | —                  | —                  | —                  | Eerste publicatie: 3 juni 1996                     |
| 1998 | Abrakadabra                                                         | 33 (5 weken)       | —                  | —                  | —                  | Eerste publicatie: 20 april 1998                   |
| 1999 | Visionen                                                            | 29 (5 weken)       | —                  | —                  | —                  | Eerste publicatie: 20 september 1999               |
| 2001 | Kaleidoskop                                                         | 55 (3 weken)       | —                  | —                  | —                  | Eerste publicatie: 2 april 2001                    |
| 2002 | Ich lieb dich                                                       | 36 (3 weken)       | —                  | —                  | —                  | Eerste publicatie: 9 september 2002                |
| 2004 | Für die Seele                                                       | 31 (3 weken)       | —                  | —                  | —                  | Eerste publicatie: 3 mei 2004                      |
| 2005 | Alles fließt                                                        | 21 (11 weken)      | —                  | —                  | —                  | Eerste publicatie: 30 mei 2005                     |
| 2006 | Begleite mich                                                       | 36 (2 weken)       | —                  | —                  | —                  | Eerste publicatie: 24 maart 2006                   |
| 2008 | Mitten ins Herz                                                     | 24 (3 weken)       | —                  | 96 (1 week)        | —                  | Eerste publicatie: 8 februari 2008                 |
| 2009 | Meine Nummer 1                                                      | 56 (1 week)        | —                  | —                  | —                  | Eerste publicatie: 19 juni 2009                    |
| 2012 | Jetzt komm ich                                                      | 39 (1 week)        | —                  | —                  | —                  | Eerste publicatie: 16 maart 2012                   |
| 2013 | Alles nur für Dich                                                  | 29 (2 weken)       | —                  | —                  | —                  | Eerste publicatie: 10 mei 2013                     |
| 2014 | Das ist mein Weg                                                    | 34 (1 week)        | —                  | —                  | —                  | Eerste publicatie: 24 oktober 2014                 |
| 2016 | Traumfänger                                                         | 19 (1 week)        | 49 (1 week)        | 92 (1 week)        | —                  | Eerste publicatie: 15 april 2016                   |
| 2017 | 12 Punkte                                                           | 18 (5 weken)       | 57 (1 week)        | —                  | —                  | Eerste publicatie: 14 april 2017                   |
| 2019 | 50 ist das neue 25                                                  | 21 (1 week)        | 70 (1 week)        | —                  | —                  | Eerste publicatie: 11 oktober 2019                 |
| 2022 | Ich bin zurück                                                      | 17 (2 weken)       | —                  | 92 (1 week)        | —                  | Eerste publicatie: 21 oktober 2022                 |

### Livealbums
- 1999: Live
- 2023: Ich bin zurück – Live 2023

### Compilaties
| Jaar | Titel                                | Hitlijstklassering | Hitlijstklassering | Hitlijstklassering | Hitlijstklassering | Opmerkingen                                            |
| Jaar | Titel                                | DE                 | AT                 | CH                 | UK                 | Opmerkingen                                            |
| ---- | ------------------------------------ | ------------------ | ------------------ | ------------------ | ------------------ | ------------------------------------------------------ |
| 1992 | Augenblicke – Meine schönsten Lieder | 17 (28 weken)      | 36 (2 weken)       | —                  | —                  | Eerste publicatie: 23 februari 1992 Verkoop: + 250.000 |
| 1995 | Gold                                 | —                  | 39 (4 weken)       | —                  | —                  | Eerste publicatie: 20 augustus 1995                    |
| 1997 | Nicoles Party                        | 81 (3 weken)       | —                  | —                  | —                  | Eerste publicatie: 2 juni 1997                         |
| 2010 | 30 Jahre mit Leib und Seele          | 65 (2 weken)       | —                  | —                  | —                  | Eerste publicatie: 29 oktober 2010                     |

Meer compilaties
- 1986: Die größten Erfolge
- 1992: Ein bißchen Frieden
- 1993: Mehr als nur zusammen schlafen
- 1994: Mit dir vielleicht
- 1995: Wenn ich singe – Meine schönsten Balladen
- 1996: Meine Lieder
- 1996: Techno Flashbacks
- 1996: Die großen Erfolge
- 1996: Viermal das Beste – Die großen Hits der Superstars (met Angelika Milster, Vicky Leandros & Ireen Sheer)
- 2008: Das Beste von Nicole
- 1998: Uwe Hübner präsentiert: Das Beste von Nicole
- 2000: Nicole’s Streicheleinheiten
- 2000: Nur das Beste – Die größten Hits
- 2000: Ich hab dich noch lieb
- 2000: Die großen Erfolge
- 2002: Neue Wege
- 2003: Für immer
- 2005: Best of 1982-2005
- 2007: Hautnah – Die Geschichten meiner Stars
- 2008: Hit Collection
- 2009: Dieter Thomas Heck präsentiert: 40 Jahre ZDF Hitparade
- 2010: Hits & Raritäten
- 2011: Melodien für millionen
- 2011: Radiomania – Alle Radiohits ab 2005

### EP's
- 1984: Nicole

### Kerstalbums
- 1984: Weihnachten mit Nicole
- 2006: Christmas Songs

## Singles

### Als leadmuzikante
| Jaar | Titel Album | Hitlijstklassering | Hitlijstklassering | Hitlijstklassering | Hitlijstklassering | Opmerkingen                                                                                    |
| Jaar | Titel Album | DE                 | AT                 | CH                 | UK                 | Opmerkingen                                                                                    |
| ---- | --- | ------------------ | ------------------ | ------------------ | ------------------ | ---------------------------------------------------------------------------------------------- |
| 1981 | Flieg nicht so hoch, mein kleiner Freund / Don’t Fly Too High (Engelse versie) Flieg nicht so hoch, mein kleiner Freund | 2 (22 weken)       | 18 (½ maand)       | 5 (6 weken)        | —                  | Eerste publicatie: 29 juni 1981                                                                |
| 1981 | Der alte Mann und das Meer Flieg nicht so hoch, mein kleiner Freund                                                     | 41 (9 weken)       | —                  | —                  | —                  | Eerste publicatie: 7 december 1981                                                             |
| 1982 | Ein bißchen Frieden / A Little Peace (Engelse versie) Ein bißchen Frieden / A Little Peace                              | 1 (26 weken)       | 1 (5 maanden)      | 1 (11 weken)       | 1 (9 weken)        | Eerste publicatie: 22 maart 1982 Verkoop: + 5.000.000                                          |
| 1982 | Give Me More Time A Little Peace                                                                                        | —                  | —                  | —                  | 75 (1 week)        | Eerste publicatie: 9 augustus 1982                                                             |
| 1982 | Papillon / Butterfly (englische Version) Deutsche Super-Hits (Sampler) / So Many Songs Are in My Heart                  | 23 (17 weken)      | 11 (1 maand)       | 10 (4 weken)       | —                  | Eerste publicatie: 6 september 1982 (DE-versie) Eerste publicatie: 29 oktober 1982 (EN-versie) |
| 1983 | Ich hab’ dich doch lieb So viele Lieder sind in mir                                                                     | 8 (17 weken)       | 10 (½ maand)       | —                  | —                  | Eerste publicatie: 10 januari 1983 met Trio                                                    |
| 1983 | Wenn die Blumen weinen könnten So viele Lieder sind in mir                                                              | 45 (14 weken)      | —                  | —                  | —                  | Eerste publicatie: 12 september 1983                                                           |
| 1985 | Allein in Griechenland Gesichter der Liebe                                                                              | 49 (4 weken)       | —                  | —                  | —                  | Eerste publicatie: 9 september 1985                                                            |
| 1986 | Laß mich nicht allein                                                                                                   | 22 (11 weken)      | —                  | —                  | —                  | Eerste publicatie: 4 augustus 1986                                                             |
| 1987 | Song for the World Moderne Piraten                                                                                      | 48 (10 weken)      | —                  | —                  | —                  | Eerste publicatie: 22 juni 1987                                                                |
| 1987 | Und wenn die Nacht kommt Moderne Piraten                                                                                | 75 (1 week)        | —                  | —                  | —                  | Eerste publicatie: 16 november 1987                                                            |
| 1989 | Kommst du heut’ Nacht Für immer…für ewig…                                                                               | 72 (1 week)        | —                  | —                  | —                  | Eerste publicatie: 15 mei 1989                                                                 |
| 1990 | Jeder Zaun, jede Mauer wird aus Blumen sein Für immer…für ewig…                                                         | 60 (10 weken)      | —                  | —                  | —                  | Eerste publicatie: 8 oktober 1990                                                              |
| 1991 | Ein leises Lied Und ich denke schon wieder an dich                                                                      | 54 (13 weken)      | —                  | 26 (3 weken)       | —                  | Eerste publicatie: 23 september 1991                                                           |
| 1992 | Mit dir vielleicht… Wenn schon…denn schon                                                                               | 42 (13 weken)      | —                  | —                  | —                  | Eerste publicatie: 2 maart 1992                                                                |
| 1992 | Mach was du willst Wenn schon…denn schon                                                                                | 53 (10 weken)      | —                  | —                  | —                  | Eerste publicatie: 17 augustus 1992                                                            |
| 1993 | Wenn ich dich nicht lieben würde Wenn schon…denn schon                                                                  | 93 (3 weken)       | —                  | —                  | —                  | Eerste publicatie: 15 maart 1993                                                               |
| 1993 | Dann küss mich doch Wenn schon…denn schon                                                                               | 85 (4 weken)       | —                  | —                  | —                  | Eerste publicatie: 21 juni 1993                                                                |
| 1995 | Mehr als ein bißchen Frieden Pur                                                                                        | 81 (6 weken)       | —                  | —                  | —                  | Eerste publicatie: 4 december 1995                                                             |
| 1999 | Wirst du mich lieben Visionen                                                                                           | 90 (5 weken)       | —                  | —                  | —                  | Eerste publicatie: 16 augustus 1999                                                            |

Meer singles
| - 1982: Meine kleine Freiheit - 1982: Where Have All My Heroes Gone - 1983: So viele Lieder sind in mir - 1986: Mit dir leben - 1988: Nie mehr ohne dich - 1988: So wie du - 1989: Johnny (Nur noch einen Tag) - 1991: Steh’ wie ein Mann zu mir - 1991: Und ich denke schon wieder an dich - 1993: Mehr als nur zusammen schlafen geh’n - 1994: Ich hab dich geliebt - 1994: Am liebsten mit dir - 1995: Und außerdem hab’ ich dich lieb - 1995: Die zweite Liebe - 1996: Voulez-vous danser - 1996: Die Großen läßt man laufen - 1997: Weil ich dich unendlich liebe - 1997: Nicole’s Single Party - 1997: Schlaf nicht wieder ein - 1998: Wer schläft schon gern allein - 1998: Abrakadabra - 1998: Halt dich fest - 1999: Ohne dich leben - 2000: Versinken in dir - 2000: Ich hab’ dich noch lieb - 2001: Kaleidoskop - 2001: No One Makes Love Like You - 2001: Everytime You’re with Me - 2001: Stark sein - 2002: Sommer Sommer - 2002: Ich lieb dich so sehr - 2003: Vergiss’ mich, wenn du kannst - 2003: Frauen sind kleine Schweine - 2004: Für die Seele - 2004: Ich will Musik - 2004: Kein Abschied ist für immer - 2005: Alles fließt - 2005: Der erste Tag ohne dich - 2005: Engel ohne Flügel | - 2006: Begleite mich - 2006: Wenn Träume fliegen lernen - 2006: Ich tanz auf Wolken - 2006: Ich glaube noch immer an den Weihnachtsmann - 2007: Avalon - 2007: Grüß mir die Sonne - 2007: Ich lieb dich ohne Ende - 2007: Hand in Hand - 2008: Mitten ins Herz - 2008: Du bist der Sommer - 2008: Nass bis auf die Haut - 2008: Ich schwöre - 2009: Meine Nummer 1 - 2009: Tanz diesen Walzer mit mir - 2010: P.S. Ich liebe dich - 2010: Wer weiß den schon, was Morgen ist - 2010: Mit Leib und Seele - 2011: Ich bleib’ bei dir - 2011: Mach die Augen zu - 2011: Liebe im Überfluss - 2012: Jetzt komm ich - 2012: Die Frau im Spiegel - 2012: Jeder Tag mit dir - 2013: Alles nur für Dich - 2013: Leider gut - 2013: Leg deinen Kopf in meinen Schoß - 2014: Ein neuer Tag - 2014: Afrika - 2014: Das ist mein Weg - 2015: Hello Mrs. Sippi - 2015: Frag mich nicht - 2016: Wir seh’n uns im Himmel - 2016: Zerrissenes Herz - 2016: Traumfänger - 2017: Geh diesen Weg mit mir - 2017: Euphoria - 2018: Mosaik - 2019: 50 ist das neue 25 - 2022: Ich bin zurück |

### Als gastmuzikante
- 2001: No One Makes Love Like You (Johnny Logan & Nicole)
- 2004: Einer wird Fliegen (Thomas feat. Nicole)
- 2008: Don’t Let the Sun Go Down (Chris Thompson & Nicole)
- 2011: Ein bißchen Frieden (Olsen Brothers feat. Nicole)
- 2011: Musica (Alexander Herzog & Nicole)

## Videoalbums
- 1996: Pur
- 2001: Kaleidoskop
- 2002: Ich lieb dich
- 2005: Alles fließt
- 2009: Mitten ins Herz
- 2010: 30 Jahre mit Leib und Seele

## Statistiek

### Evaluatie
|                         | DE | AT | CH | UK |
| ----------------------- | -- | -- | -- | -- |
| Nummer 1-albums         | 1  | 1  | —  | —  |
| Top 10-albums           | 1  | 1  | —  | —  |
| Albums in de hitlijsten | 24 | 7  | 4  | 1  |

|                          | DE | AT | CH | UK |
| ------------------------ | -- | -- | -- | -- |
| Nummer 1-singles         | 1  | 1  | 1  | 1  |
| Top 10-singles           | 3  | 2  | 3  | 1  |
| Singles in de hitlijsten | 19 | 4  | 4  | 2  |

### Onderscheidingen voor muziekverkoop
| Gouden Plaat - Nederland - 1982: voor de single Ein bißchen Frieden |

| Land/regio                | Zilver | Goud | Platina | Verkoop | Bronnen           |
| ------------------------- | ------ | ---- | ------- | ------- | ----------------- |
| Duitsland (BVMI)          | —      | 3    | —       | 750.000 | musikindustrie.de |
| Nederland (NVPI)          | —      | 1    | —       | 100.000 | nvpi.nl           |
| Verenigd Koninkrijk (BPI) | 1      | —    | —       | 250.000 | bpi.co.uk         |
| Totaal                    | 1      | 4    | —       |         |                   |